# Allaines-Mervilliers
Allaines-Mervilliers ist eine Commune déléguée in der französischen Gemeinde Janville-en-Beauce mit 241 Einwohnern (Stand: 1. Januar 2022) im Département Eure-et-Loir in der Region Centre-Val de Loire.

## Geographie
Allaines-Mervilliers liegt etwa 38 Kilometer südöstlich von Chartres. Umgeben wird Allaines-Mervilliers von den Nachbargemeinden Guilleville im Nordwesten und Norden, Poinville und Santilly im Südosten, Bazoches-les-Hautes im Süden, Tillay-le-Péneux im Südwesten sowie Éole-en-Beauce im Westen.

## Geschichte
Am 1. Januar 1973 wurden die Ortschaften Allaines und Mervilliers zur heutigen Kommune vereinigt.
Mit Wirkung vom 1. Januar 2019 wurden die früher selbstständigen Gemeinden Janville, Allaines-Mervilliers und Le Puiset zur Commune nouvelle Janville-en-Beauce zusammengeschlossen und haben in der neuen Gemeinde den Status einer Commune déléguée. Der Verwaltungssitz befindet sich im Ort Janville. Die Gemeinde Allaines-Mervilliers gehörte zum Arrondissement Chartres und zum Kanton Voves.

## Bevölkerungsentwicklung
| Jahr                       | 1962 | 1968 | 1975 | 1982 | 1990 | 1999 | 2006 | 2013 |
| Einwohner                  | 326  | 309  | 306  | 277  | 239  | 274  | 341  | 335  |
| Quellen: Cassini und INSEE |      |      |      |      |      |      |      |      |

## Sehenswürdigkeiten
- Kirche Saint-Martin-et-Saint-Phalier in Allaines
- alte Kirche Saint-Fiacre aus dem 12. Jahrhundert in Mervilliers, seit 1915 Monument historique
- Kapelle des Pfarrhauses von Allaines

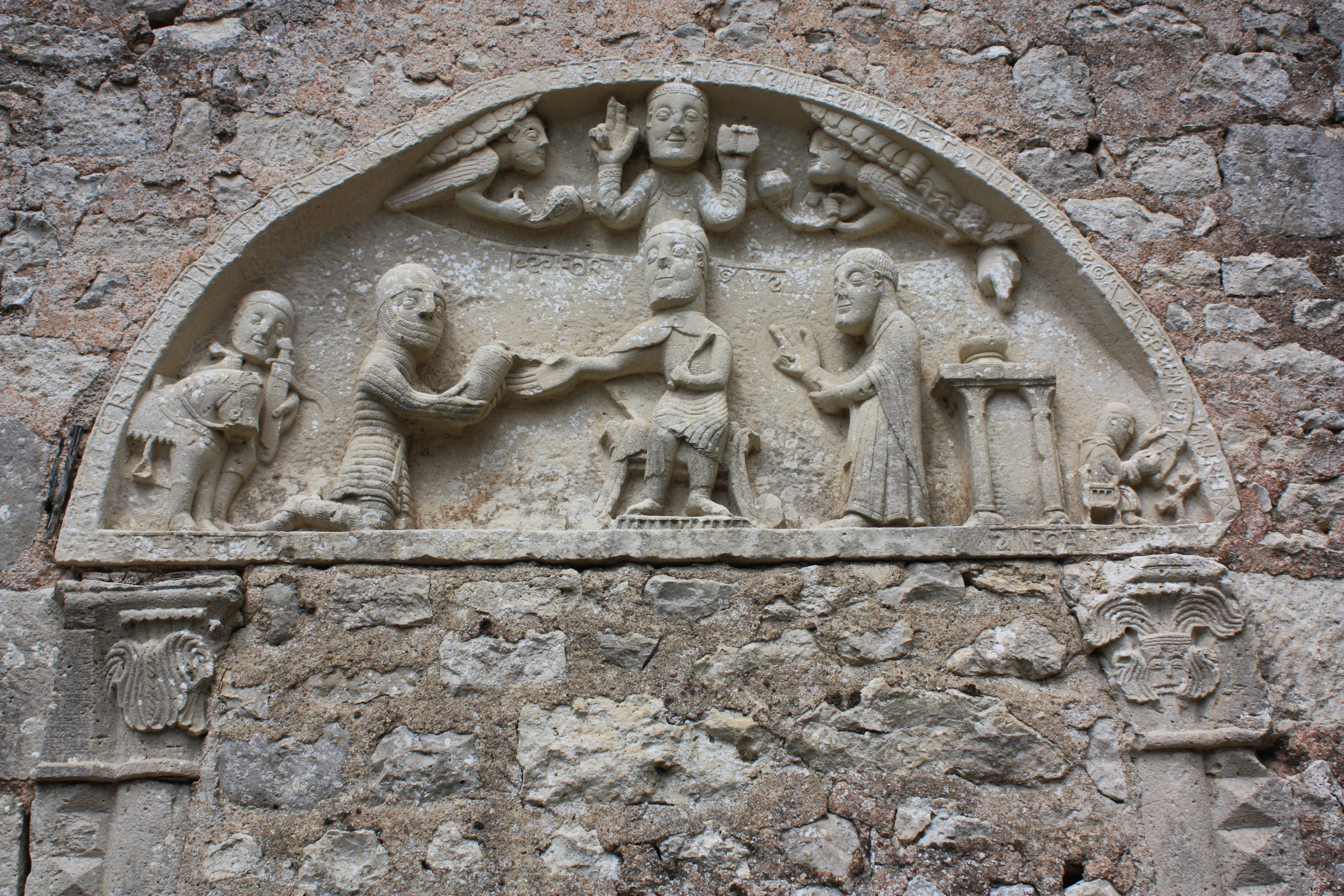
Portal der ehemaligen Kirche Saint-Fiacre